# La doccia col cappotto
La doccia col cappotto è un brano musicale del 2009 scritto da Franco Fasano e Italo Ianne, vincitore del 52º Zecchino d'oro nell'interpretazione di Francesca Melis (4 anni di Selargius) e Giulia Panfilio (8 anni di Milano).

## Curiosità
- La Canzone è stata menzionata nel 3º episodio del dramma familiare Vite in fuga, andato in onda su Rai 1.
- Del brano è stato fatto un corto animato, che fa parte della serie I cartoni dello Zecchino d'Oro.
- Nella seconda giornata, il brano è stato eseguito in duetto con Emanuela Aureli.